# 馮譽驥
馮譽驥（1822年—1884年），字仲良，号展云，广东高要縣县城（今端州区）人。清朝政治人物。
馮譽驥是道光二十年（1840年）举人、道光二十四年（1844年）甲辰科進士。后经过考试获选为庶吉士。散館三年之后，馮譽驥获翰林院编修一职，曾任山东、湖北、江西督学，告假后返回家乡，受聘在应元书院任教。之后又复出，历任内阁学士、福建学政，多次提拔后成为刑部左侍郎，并被授予陕西巡抚职位，因遭到非议而放弃官职，客居扬州终老。
馮譽驥擅长诗文书画，擅长鉴别。著作有《录伽南馆诗钞》。